# Cabera pallida
Cabera pallida là một loài bướm đêm trong họ Geometridae.